# Akshata Murty
Akshata Narayan Murty (Hubli, abril de 1980) é uma empresária indiana baseada no Reino Unido, designer de moda, capitalista de risco e esposa do 78° primeiro-ministro britânico Rishi Sunak.

## Infância e educação
Nasceu em Hubli e foi criada por seus avós paternos enquanto seu pai NR Narayana Murthy e sua mãe Sudha Murty trabalhavam para lançar sua empresa de tecnologia, Infosys . Sua mãe foi a primeira mulher engenheira a trabalhar para a então maior montadora de automóveis da Índia; ela é agora uma filantropa e membro da Fundação Gates. Aos dois anos de idade, seus pais a mudaram para Mumbai. Ela tem um irmão, Rohan Murty.
Murty frequentou a Baldwin Girls' High School, Bangalore, e mais tarde estudou economia e francês no Claremont McKenna College, na Califórnia; ela tem um diploma em fabricação de roupas pelo Fashion Institute of Design & Merchandising, e um Master of Business Administration pela Stanford University.
Ela é filha de NR Narayana Murthy, fundador da empresa multinacional indiana de TI Infosys, e Sudha Murty. Ela detém uma participação de 0,93% na Infosys. Sua riqueza pessoal tornou-se o tema da discussão da mídia britânica em 2022 no contexto de sua reivindicação de status de não domiciliada no Reino Unido.

## Carreira
Em 2007, Murty ingressou na empresa holandesa de tecnologia limpa Tendris como diretora de marketing, onde trabalhou por dois anos, antes de sair para iniciar sua própria empresa de moda. Sua marca de moda fechou em 2012. Em 2013, tornou-se diretora do fundo de capital de risco Catamaran Ventures. Ela co-fundou, com seu marido Rishi Sunak, a filial londrina da empresa indiana que é de propriedade de seu pai, NR Narayana Murthy. Sunak transferiu suas ações para ela pouco antes de ser eleito deputado conservador por Richmond em 2015. Desde 2015, ela possui uma participação de 0,93% na empresa de tecnologia de seu pai Infosys, avaliada em cerca de £ 700 milhões em abril de 2022, e ações em dois negócios de restaurantes de Jamie Oliver, Wendy's na Índia, Koro Kids e Digme Ginástica. Ela é diretora da Digme Fitness e da Soroco que seu irmão Rohan Murty co-fundou.

## Vida pessoal
Em agosto de 2009 Murty casou-se com Rishi Sunak, que ela conheceu na Universidade de Stanford. Eles têm duas filhas, Anoushka e Krishna. O casal é dono de um apartamento na Old Brompton Road e Kirby Sigston Manor, uma mansão listada como Grade II em Kirby Sigston, Yorkshire. Ela morava com o marido em 11 Downing Street, em Londres, enquanto ele era o Chanceler do Tesouro, é cidadã indiana e residente não domiciliada no Reino Unido, o que temporariamente lhe dá direito a não pagar impostos sobre sua renda fora da Grã-Bretanha, sujeito a um pagamento anual de £ 30.000. Sua riqueza pessoal tornou-se o tópico da discussão da mídia britânica em 2022 no contexto de ela ser mais rica do que Elizabeth II e ainda não pagar impostos no Reino Unido sobre sua renda não remetida de dividendos da Infosys, £ 11,5 milhões para o ano fiscal de 2021/2022.